# Sendangdawung
Sendangdawung is een bestuurslaag in het regentschap Kendal van de provincie Midden-Java, Indonesië. Sendangdawung telt 3608 inwoners (volkstelling 2010).